# Marco Antônio Paes dos Santos
Marco Antônio Paes dos Santos (20 augustus 1963) is een voormalig Braziliaans voetballer.

## Carrière
Marco Antonio speelde tussen 1992 en 1993 voor Shimizu S-Pulse.